# Libnotes erythromera
Libnotes erythromera är en tvåvingeart som först beskrevs av Alexander 1935.  Libnotes erythromera ingår i släktet Libnotes och familjen småharkrankar. Inga underarter finns listade i Catalogue of Life.